# Вангажи (станция)
Ва́нгажи (латыш. Vangaži) — железнодорожная станция на линии Рига — Лугажи, ранее являвшейся частью Псково-Рижской железной дороги. Находится в 3 км к юго-востоку от города Вангажи, на территории Инчукалнской волости Сигулдского края.
Станция была открыта в годы Первой мировой войны как Стоке, с 1919 года называлась Стоки, а в 1929 году получила своё нынешнее имя..